# Федеральная комиссия по рынку ценных бумаг
Федера́льная коми́ссия по ры́нку це́нных бума́г  (ФКЦБ России) — федеральный орган исполнительной власти России, осуществлявший регулирование рынка ценных бумаг в России, проводивший государственную политику в области развития рынка ценных бумаг, контролировавший деятельность эмитентов и участников рынка и обеспечивавший раскрытие информации на рынке ценных бумаг в период с 1993—2004 год
С 13 марта 2004 года полномочия ФКЦБ России переданы Федеральной службе по финансовым рынкам.

## История
В соответствии с Распоряжением Президента Российской Федерации № 163-рп от 09 марта 1993 г. «О Комиссии по ценным бумагам и фондовым биржам при Президенте Российской Федерации» была образована Комиссия по ценным бумагам и фондовым биржам при Президенте РФ.
Указом Президента Российской Федерации от 1 июля 1996 года № 1009 «О Федеральной комиссии по рынку ценных бумаг» комиссия была преобразована в Федеральную комиссию по рынку ценных бумаг.
Основные функции и полномочия ФКЦБ России были определены Федеральным законом от 22 апреля 1996 года № 39-ФЗ «О рынке ценных бумаг».
Указ Президента Российской Федерации от 3 апреля 2000 года № 620 «Вопросы Федеральной комиссии по рынку ценных бумаг» утвердил новую редакцию Положения о Федеральной комиссии по рынку ценных бумаг и привел его в соответствие с действовавшим на тот момент законодательством Российской Федерации.
Первым руководителем Федеральной комиссии по рынку ценных бумаг был Д. В. Васильев.
Под руководством И. В. Костикова (2000—2004) были приняты Законы об инвестиционных фондах, поправки в Закон об Акционерных обществах, поправки в закон о рынке ценных бумаг, обеспечивавшие развитие широкого круга финансовых инструментов — рынка корпоративных облигаций, срочного рынка, паевых инвестиционных фондов, венчурных фондов, поправки в Налоговый кодекс РФ освобождающие от налогов инвестиции граждан, в этот период был разработан и принят российский Кодекс корпоративного поведения, который остается основным документом по регулированию отношений между акционерами и менеджментом акционерных обществ.
С 13 марта 2004 года ФКЦБ России упразднена Указом Президента РФ от 09 марта 2004 № 314 «О системе и структуре Федеральных органов исполнительной власти» с передачей всех полномочий Федеральной службе по финансовым рынкам.